# Veias cerebelares superiores
As veias cerebelares superiores são veias do cerebelo.